# Rusalka

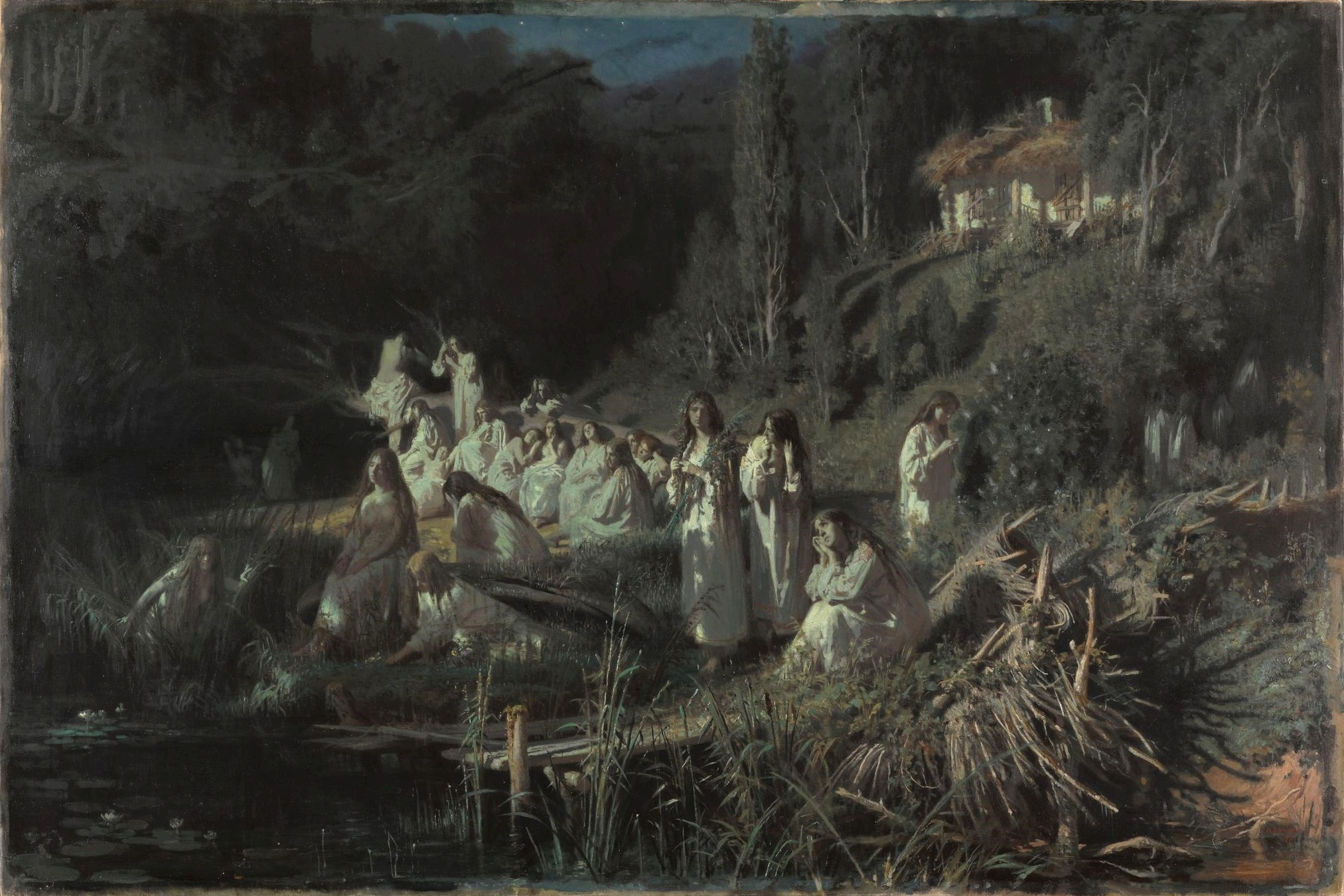
Ivan Kramský: Rusalky (1871).

Rusalky jsou ženské vodní démonky ve slovanské mytologii a lidové kultuře. První doklad použití slova rusalka pochází až z 16. století, v této době nejspíše ve východoslovanské kultuře nahradily víly. Stejně jako víly mají dlouhé vlasy, nejčastěji rusé, v kterých je soustředěna jejich moc, a jejichž rozčesáváním mohou dokonce způsobit povodeň. Na rozdíl od víl lidem spíše škodily.
Rusalkám byl zasvěcen svátek rusalje, slavený v období letnic a spojený se vzpomínkou na mrtvé. Nejspíše pod jeho vlivem vznikla představa rusalek jako duší dívek, které předčasně zemřely, utopily se nebo spáchaly sebevraždu. V tomto ohledu byly rusalkám podobné mavky, zvané též majky, navky nebo navje, které vznikaly podobným způsobem a pokud nebyly do sedmi let osvobozeny z prokletí, stávaly se rusalkami. Jejich jméno se odvozuje od praslovanského navь „mrtvý“. K rusalkám mohou též patřit beregině, zmiňované v ruských pramenech z 12. století, pokud je správný výklad ze slova bereg „břeh“. Motivy spojení se světem mrtvých se objevují i u víl, ale v tomto případě se jedná nejspíše o zpětný vliv víry o rusalkách.

## Etymologie
Slovo rusalka lze vykládat z rusá, podle barvy vlasů, nebo z rusa „řeka“. Na rozšíření tohoto označení měly pravděpodobně vliv antické slavnosti rosalia, které se jako rusalije slavily od 11. století na Rusi.

## Rusalka v umění

### Hudba
- Antonín Dvořák – romantická pohádková opera Rusalka (autorem libreta je Jaroslav Kvapil)
- Alexandr Sergejevič Dargomyžskij – opera Rusalka
- Nikolaj Andrejevič Rimskij-Korsakov – opera Májová noc
- kapela Leprechaun – album The Ultimate Dance, skladba číslo 4
- kapela CMX – rusalky vystupují v albu Talvikuningas